# فافيبيرافير
فافيبيرافير (Favipiravir)، المعروف أيضًا باسم تي-705 (T-705) أو أفيغان (Avigan) أو فافيلافير (favilavir) هو دواء مضاد للفيروسات تم تطويره بواسطة توياما كيميكال (Toyama Chemical) التابعة (لمجموعة فوجي فيلم) في اليابان مع نشاط ضد العديد من فيروسات الحمض النووي الريبوزي (RNA). في فبراير 2020، تمت دراسة فافيبيرافير في الصين للعلاج التجريبي لمرض فيروس كورونا (2019-nCoV) (فيروس تاجي جديد). في 17 مارس وجد أنه فعال في علاج العدوى في تجربتين في ووهان وشنتشن. مثل بعض الأدوية المضادة للفيروسات التجريبية الأخرى (T-1105 و T-1106)، فهو مشتق من بيرازين كاربوكساميد. ينشط فافيبيرافير أيضًا ضد فيروسات الإنفلونزا، فيروس غرب النيل، وفيروس الحمى الصفراء، فيروس الحمى القلاعية، بالإضافة إلى فيروسات أخرى مثل الفيروسات المصفرة (flaviviruses)، والفيروسات الرملية (arenaviruses) ، والفيروسات العنيفة (bunyaviruses)، وفيروسات ألفا. وقد أثبت أيضًا فعالية ضد الفيروسات المعوية وفيروس حمى الوادي المتصدع. أظهر فافيبيرافير فعالية محدودة ضد فيروس زيكا في الدراسات على الحيوانات، ولكنه كان أقل فعالية من مضادات الفيروسات الأخرى مثل MK-608. أظهر العامل أيضًا بعض الفعالية ضد داء الكلب، وقد تم استخدامه تجريبيًا في بعض البشر المصابين بالفيروس.
يعتقد أن آلية أفعاله مرتبطة بالتثبيط الانتقائي لبوليميراز الرنا الفيروسي المعتمد على الحمض النووي الريبي. تقترح أبحاث أخرى أن فافيبيرافير يحث على حدوث طفرات قاتلة في تحويل الحمض النووي الريبي ، مما ينتج نمطًا فيروسيًا غير قابل للحياة. فافيبيرافير هو دواء أولي يتم استقلابه إلى شكله النشط، favipiravir-ribofuranosyl-5'-triphosphate (favipiravir-RTP) ، متوفر في كل من تركيبات الفم والوريد. يعتقد أن هيبوكزانتين-غوانين فوسفوريبوزيل-ترانسفيراز (HGPRT) يلعب دوراً رئيسياً في عملية التنشيط هذه. فافيبيرافير لا يثبط تخليق الحمض النووي الريبي أو الحمض النووي في خلايا الثدييات وليس سامًا لها. في عام 2014 ، تمت الموافقة على فافيبيرافير في اليابان للتخزين ضد أوبئة الإنفلونزا. ومع ذلك ، لم يثبت أن فافيبيرافير فعال في خلايا مجرى الهواء البشرية الأولية ، مما يلقي بظلال من الشك على فعاليته في علاج الإنفلونزا.

## مرض فيروس الإيبولا
يبدو أن العقار فعّال في نموذج الفأر لمرض فيروس الإيبولا، ولكن فعاليته ضد عدوى الإيبولا البشرية غير مثبتة. خلال تفشي فيروس وباء إيبولا في غرب أفريقيا عام 2014، أفيد أن ممرضة فرنسية أصيبت بفيروس إيبولا أثناء تطوعها في منظمة أطباء بلا حدود في ليبيريا تعافت بعد تلقي دورة من فافيبيرافير. بدأت تجربة سريرية للتحقيق في استخدام فافيبيرافير ضد مرض فيروس إيبولا في غويكيدو، غينيا، خلال ديسمبر 2014. أظهرت النتائج الأولية انخفاضًا في معدل الوفيات في المرضى الذين يعانون من مستويات منخفضة إلى معتدلة من فيروس إيبولا في الدم ، ولكن لا يوجد تأثير على المرضى الذين يعانون من مستويات عالية من الفيروس ، وهي مجموعة معرضة لخطر الوفاة... تم انتقاد تصميم التجربة من قبل سكوت هامر وآخرين لاستخدامهم الضوابط التاريخية فقط. تم تقديم نتائج هذه التجربة السريرية في فبراير 2016 في المؤتمر السنوي حول الفيروسات القهقرية والعدوى الانتهازية (CROI) من قبل داودا سيسوكو ونشرت في 1 مارس 2016 في PLOS Medicine.

## مرض فيروس سارس - كوف - 2 (SARS-CoV-2 v)
تشير التقارير المبكرة إلى أن الدواء فعال في علاج المرض.

## الصنع
يتم أنتاج الدواء في كل من اليابان والصين والسعودية ومصر